# Barrancas del Cobre

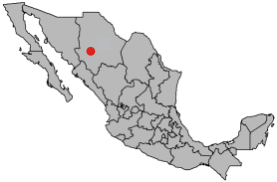
Localización.

Las Barrancas del Cobre o el Cañón del Cobre es el nombre que recibe el sistema conformado por siete barrancas, localizadas en la Sierra Tarahumara, en el suroeste del estado mexicano de Chihuahua (México). Las paredes del cañón son de color cobre/verde, de ahí el nombre. El sistema de cañones es cuatro veces más grande en extensión (60 mil km²) y casi dos veces mayor en profundidad que el Gran Cañón de Colorado, en Arizona (Estados Unidos de América). Está habitado por los rarámuris o tarahumaras.
Las Barrancas del Cobre (como son llamadas localmente) son atravesadas por la ruta de tren Chihuahua al Pacífico, conocido como "el Chepe". En el tramo Divisadero-Los Mochis, el tren se interna en la montaña para atravesar la agreste geografía, pasa junto a precipitosos acantilados, cruza 86 impresionantes túneles cortos y largos, y 37 espectaculares puentes que libran caudalosos ríos. Este es un importante sistema de transporte y un atractivo turístico.
En la actualidad, puede llegarse por carretera desde la ciudad de Chihuahua, aproximadamente en cinco horas, y penetrar en las barrancas por caminos rurales. Sobrevolarlas en helicóptero ofrece una espectacular vista aérea.

## Historia
El cañón está habitado por los tarahumaras (o rarámuris, que es el nombre con el que ellos se identifican). Cuenta la leyenda que las barrancas de la Sierra Tarahumara se formaron durante la creación del mundo, cuando las piedras aún no cuajaban y eran maleables. La metáfora se refiere a un suceso tectónico que hace más de 20 millones de años dio origen a esta espectacular red de cañones sobre una extensión de 60.000 km².
El sistema debe su nombre a una cañada famosa por sus minas de cobre pero son muchas las que suceden a lo largo de 600 km.
Entre las barrancas más importantes se cuentan: Urique, la más profunda de México (1.879 m); La Sinforosa, por cuyas laderas caen las cascadas Rosalinda y San Ignacio; Batopilas (declarado Pueblo Mágico el 19 de octubre de 2012 por el gobierno de la república), donde viven algunas de las comunidades rarámuris más tradicionales; Candameña, donde se encuentran Piedra Volada y Baseaseachic, las dos cascadas más altas de México, y la peña El Gigante, una roca de 885 m de altura; Huapoca, que alberga sitios arqueológicos de la cultura paquimé, y Chínipas, una de las menos conocidas, en cuyo fondo se asienta la misión más antigua de la Sierra Tarahumara.

## Oferta de actividades turísticas
- Cascada Basaseachi y Piedra Bolada
- Cascada de Cusarare
- Visita a las comunidades
- Pueblos y misiones tarahumaras
- Caminatas y campamentos
- Paseos a caballo
- Observación de aves y pesca
- Escalada en roca
- Bicicleta de montaña
- Rafting
- Teleférico de Barrancas del Cobre

## Cascadas
La zona conocida como el Parque nacional Cascada de Basaseachi, cuenta con la cascada del mismo nombre y Piedra Volada, con caídas de 270 m y 500 m, respectivamente. Cuenta la leyenda que Basaseachi, era hija del rey Candameña que gobernaba la Alta Sierra Tarahumara; ella era muy hermosa y en edad casadera varias personas le pretendían, por ello, su padre solicitaba grandes y difíciles pruebas que ninguno logró con éxito y murieron, resultando que la muchacha inconsolable, saltó al vacío. Entonces un brujo de la comunidad hizo de la caída la cascada que admiramos hoy. 
Se puede encontrar vegetación y animales diversos, hay paseos a pie y en bicicleta, incluso hospedaje.

## Tren Chepe

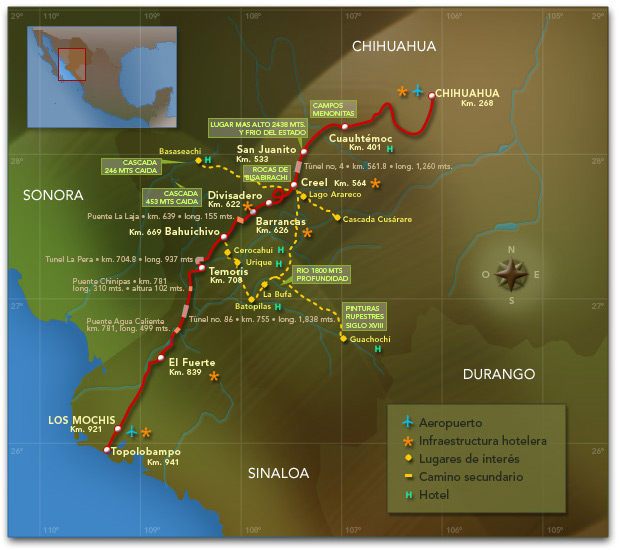
Ruta del tren Chepe

El tren Chihuahua al Pacífico —«Chepe»— es el único ferrocarril que ha sido internacional en su visión desde su concepción.
El ferrocarril cruza algunos de los terrenos más escarpados de México, abrazando el borde de montañas y cruzando profundas cañadas y barrancas en sus puentes. El escenario es en verdad impresionante. El viaje en el exprés de primera clase toma alrededor de 4 horas.
Las estaciones turísticas por las que pasa el tren, partiendo de Chihuahua, son: Cuauhtémoc, Creel, Divisadero, Posada Barrancas, Bauichivo, Temoris, El Fuerte, Los Mochis.
El clima a lo largo del recorrido depende de la estación del año. En la parte alta del cañón el clima es alpino, tibio y húmedo en el verano, frío y fresco en el invierno. La temperatura a esta altura es de entre -22 °C y 30 °C. Mientras tanto, en el fondo del cañón el clima es subtropical, caliente y húmedo en el verano, y tibio y seco en el invierno. La temperatura va de entre los -12 °C y 44 °C.

## A prueba de todo
Aquí se filmó un episodio de la Guía de Supervivencia del programa A prueba de todo con Bear Grylls intentando sobrevivir a la fuerza de la naturaleza del Cañón del Cobre.[cita requerida]

## Ciudades y pueblos
Algunas de las ciudades cercanas o dentro del cañón son:
- Creel, encima del cañón y a 2.350 metros de altitud, es uno de los puntos más altos de la ruta ferroviaria Chepe (San Juanito es más alto). Un punto central de comercio y turismo.
- Batopilas, un pueblo al lado del río Batopilas en el fondo del cañón. Establecido por los españoles en 1632 como una mina de plata.
- Urique
- Divisadero, un punto de parada en el Chepe que brinda panorámicas maravillosas de tres de los cañones (del Cobre, Urique, Tararecua). El tren Chepe hace una parada de 15-20 minutos para que los viajeros disfruten el paisaje y puedan comprar artesanías tarahumaras de la región.
- Témoris, un pueblo pintoresco, tranquilo y agradable calificado como "el lugar más impresionante del recorrido del ferrocarril Chepe".[1]

## Atractivo comercial
Las barrancas del cobre debido a su atractivo turístico han sido utilizadas con fines comerciales para promocionar productos, ejemplo de esto lo encontramos en el comercial de una marca de cerveza. Además recientemente (octubre del 2015) BMW eligió las barrancas del cobre como sede para promocionar su línea 2016.